# Claysburg
Claysburg é uma Região censo-designada localizada no estado norte-americano de Pensilvânia, no Condado de Blair.

## Demografia
Segundo o censo norte-americano de 2000, a sua população era de 1503 habitantes.

## Geografia
De acordo com o United States Census Bureau tem uma área de
6,6 km², dos quais 6,6 km² cobertos por terra e 0,0 km² cobertos por água.

## Localidades na vizinhança
O diagrama seguinte representa as localidades num raio de 16 km ao redor de Claysburg.